# Northvolt
Northvolt AB est un développeur et fabricant suédois de batteries, spécialisé dans la technologie lithium-ion pour les véhicules électriques.
La première usine de Northvolt, construite à Skellefteå en Suède, produit ses premières batteries en décembre 2021 et commence ses livraisons en mai 2022. Northvolt construit une deuxième usine à Salzgitter, en Allemagne, avec Volkswagen, et avec Hydro une usine de recyclage de batteries à Skellefteå, entrée en service en mai 2022. Une troisième usine est en construction avec Volvo à Göteborg.
En novembre 2024, Northvolt se place sous la protection de la loi américaine sur les faillites.
Le 12 mars 2025, l'entreprise dépose son bilan, ce qui constitue la plus grande faillite de l'histoire industrielle suédoise moderne.

## Histoire

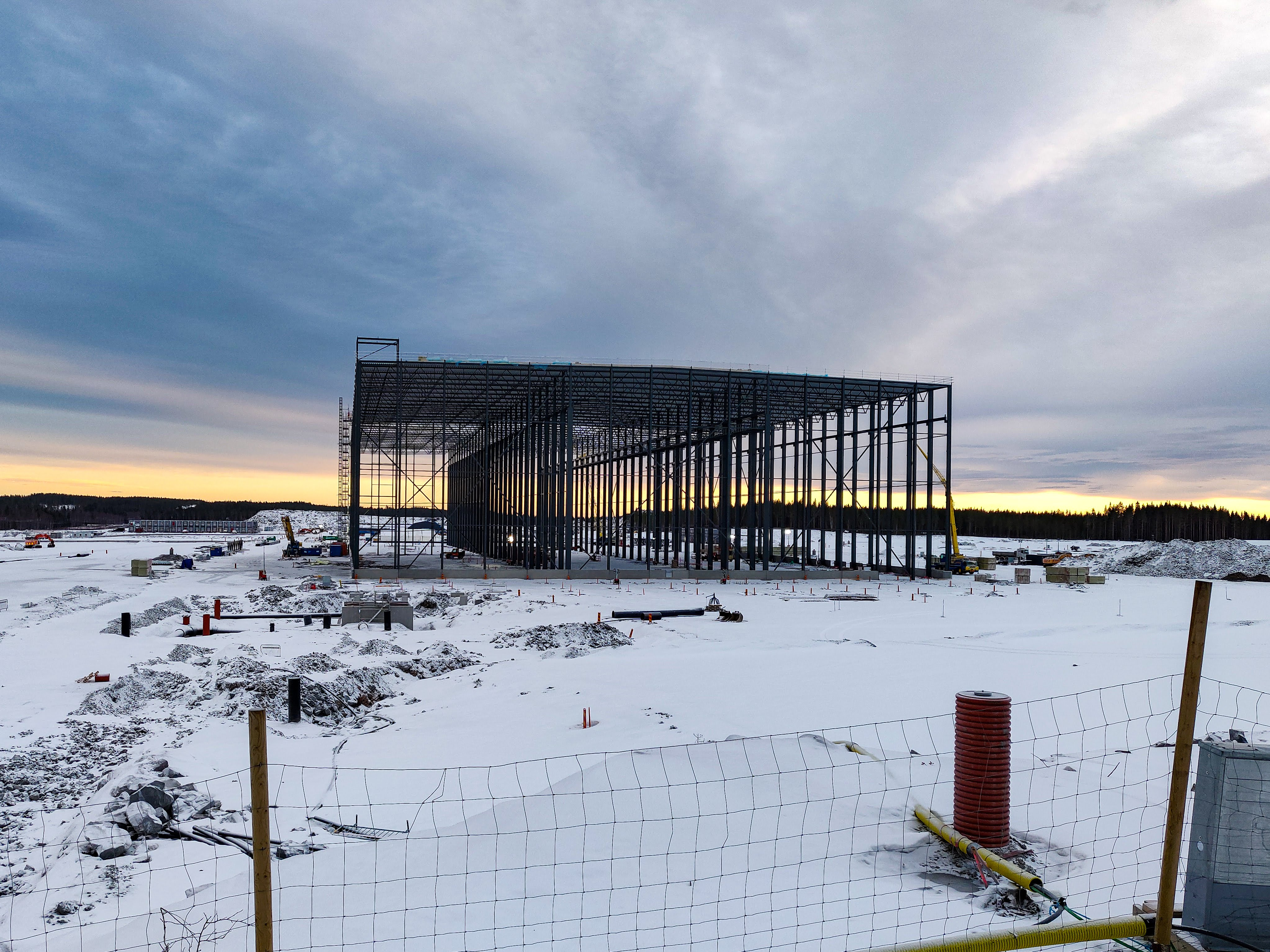
Construction de la première usine, à Skellefteå en janvier 2020.

La société est fondée en 2015 sous le nom de SGF Energy par deux anciens de Tesla, Peter Carlsson (de) (désormais chef de la direction) et Paolo Cerutti (désormais chef de la direction chez Northvolt North America), qui étaient auparavant cadres chez Tesla Motors,,, et en 2017, elle change de nom pour Northvolt. Lors de sa création, l'entreprise a été fondée dans le but de fournir à l'industrie automobile des batteries pour véhicules électriques. En mai 2019, la Banque européenne d'investissement offre un prêt de 3,5 milliards de SEK (environ 350 millions d'euros). Maroš Šefčovič, alors commissaire européen chargé de l'énergie, déclare : « Je salue le soutien important proposé par la BEI à l'usine de Northvolt en tant que tremplin vers la construction d'une chaîne de valeur compétitive, durable et innovante, avec des cellules de batterie fabriquées à grande échelle, ici, en Europe ». Le projet se présente comme pilote, intégré dans la réindustrialisation verte de la Suède et dans la mobilisation européenne pour une relative autonomie énergétique et stratégique face à la Chine et aux États-Unis.
En juin de la même année, des entreprises telles que BMW, Volkswagen, Goldman Sachs et Folksam déclarent qu'elles contribueraient financièrement. Au total, les investissements s'élèvent à 1 milliard $, conçus comme un moyen de contester ce qui a été signalé comme la domination de Tesla, Inc. et d'entreprises asiatiques telles que Toyota et Nissan sur le marché des batteries de véhicules électriques. L'entreprise commence à construire une usine de batteries à Skellefteå, en Suède, dans le but de démarrer la production de batteries pour véhicules électriques en 2020.
La construction de l'usine de Skelleftea a nécessité la coupe des arbres sur une surface équivalente à 280 terrains de football. Le terrain a ensuite du être égalisé à l'explosif.
En 2019, Volkswagen et Northvolt annoncent qu'une seconde usine serait construite à Salzgitter, en Allemagne, dont la production commencera en 2023-2024. En mai 2020, Volkswagen a annoncé qu'elle construirait l'usine en grande partie seule et investirait 450 millions d'euros dans la construction.
Le 16 juillet 2020, Northvolt et BMW signent un accord de 2 milliards d'euros, pour que Northvolt livre des batteries à partir de 2024.
Le 30 juillet 2020, un prêt de 350 millions d'euros a été accordé à Northvolt par la Banque européenne d'investissement avec le soutien du programme InnovFin de l'Union européenne pour la construction d'une ligne de démonstration d'un nouveau type de batterie que la société a commencé à produire fin 2019.
Northvolt annonce en juillet 2020 avoir obtenu des prêts d'un montant de 1,6 milliard de dollars américains d'un consortium de banques commerciales, de fonds de pension et d'autres institutions financières.
Le 21 juin 2021, Volvo Car annonce son intention de créer une coentreprise avec Northvolt pour construire une nouvelle usine en Europe et un centre de recherche en Suède afin de développer des batteries pour ses voitures électriques, notamment le remplaçant électrique du SUV XC60.
En juin 2021, Northvolt lève 2,7 milliards $, portant le total de ses levées de fonds à 6 milliards $, dont 1,6 milliard $ de dette. Son CEO et cofondateur, le suédois Peter Carlsson, estime que pour atteindre son objectif de construire à terme 150 GWh de capacité, il lui faudra trouver 15 milliards $. Il annonce que la société générera du cash-flow positif fin 2022 dans la production de cellules, et en 2024-2025 dans le recyclage, pour lequel une usine pilote teste les procédés avant l'industrialisation en 2023. Northvolt compte près de 1800 salariés et son effectif augmente de 100 personnes chaque mois.
Le 29 décembre 2021, la première usine de Northvolt démarre sa production de batteries, les premières à avoir été entièrement conçues, développées et assemblées par une entreprise créée en Europe.
En mai 2022, Northvolt livre les premières batteries à ses clients. Dans le même temps, l’usine voisine Hydrovolt, coentreprise entre Hydro et Northvolt, a également commencé son activité de recyclage de batteries. Elle peut traiter 12 000 tonnes de batteries chaque année, avec un taux de recyclage de 95 %.
En juillet 2022, Northvolt lève 1,1 milliard € pour financer son expansion : une usine avec Volvo à Göteborg, une autre à Heide en Allemagne (Schleswig-Holstein), l’usine de cathodes Northvolt Fem à Borlänge (Suède) et l’usine de recyclage Hydrovolt qui s’installe aux côtés de Northvolt Ett à Skellefteå.
Fin juillet 2022, Northvolt s'associe avec le géant mondial du bois Stora Enso, afin de fabriquer des anodes pour ses batteries en utilisant le carbone extrait de la lignine du bois de forêts.
Le 9 septembre 2024, après 8 ans d'existence, Northvolt annonce une restructuration majeure de sa politique de développement : le projet de fabrication de cathode à Borlänge (Suède), en amont de la chaîne de valeur, est gelé et le site acquis en 2022 pour cette activité est sur le point d'être revendu ; les activités de son usine de cathodes à Skelleftea sont suspendues « jusqu’à nouvel ordre ». Le groupe annonce se recentrer sur son coeur d'activité, la fabrication de cellules de batteries ; et différer les lancements de trois « gigafactories » en Allemagne , au Canada et à Göteborg, en Suède. Le 23 septembre, Northvolt annonce supprimer 1 600 emplois en Suède (20 % de son effectif mondial), en raison de difficultés rencontrées dans la montée du rythme de la production, avec des taux de déchets très élevés. Ces problèmes ont amené BMW, pourtant actionnaire de Northvolt, à annuler un contrat de 2 milliards d'euros à l'été 2024. Selon Le Monde, en novembre, Northvolt serait au bord de la faillite, bien qu'ayant initialement levé 13,9 milliards d’euros : un cas qui pourrait illustrer le décrochage industriel décrit par le rapport de l’ancien président de la Banque centrale européenne Mario Draghi, remis à la Commission européenne, le 9 septembre 2024. Fin 2024, en Europe et en Suède, le soutien à cette entreprise fait débat.
En novembre 2024, Northvolt se place sous la protection de la loi américaine sur les faillites et son patron et cofondateur Peter Carlsson démissionne. Le groupe a lancé trop de projets, sans priorisation. Le choix initial de multiplier les contrats de fourniture de batteries a rendu impossible, sur le terrain, la mise au point des produits. Le seul contrat de Volkswagen cache cinq commandes de batteries spécifiques à chacune des marques, alors que Northvolt ne dispose que de deux lignes pilote et qu'il fallait entre une à deux semaines pour adapter une ligne à un produit. De plus, les machines-outils du fournisseur chinois Wuxi Lead s'avèrent très difficiles à régler.
En mars 2025, Northvolt se place sous le statut de faillite en Suède. Les causes peuvent être multiples et celles-ci incluent potentiellement l'annulation d'un contrat de 3 milliards de dollars canadiens avec la compagnie BMW. Le projet de Northvolt semblait bon sur papier, mais ils auraient manqué de vigilance par rapport au montant investi au sein de l'entreprise.
Lyten, entreprise américaine spécialisée dans la fabrication de batteries, achète les actifs de Northvolt en Suède et en Allemagne.

## Sites de fabrication

### Northvolt Ett
Northvolt construit une usine à Skellefteå, dans le nord de la Suède, et une autre à Salzgitter, en Allemagne, dans le cadre du plan de Northvolt visant à augmenter la capacité de production d'ici 2023. Son siège pour la recherche et le développement est à Västerås, en Suède. Son siège social est à Stockholm.
L'ouverture de l'usine à Skellefteå pourrait potentiellement transformer la Suède subarctique et changer radicalement la ville. Il a toutefois été dit qu'il y avait un risque de pénurie de main-d’œuvre qualifiée dans la région. En 2023, l'usine emploie 1 600 personnes à Skellefteå. A terme, elle compte en recruter 2 400 de plus.
Cette usine, baptisée « Northvolt Ett », démarre sa production le 29 décembre 2021. Sa capacité atteindra 16 GWh en 2022, soit de quoi équiper 300 000 véhicules par an, et Northvolt vise 150 GWh en 2030.
En mai 2022, la société norvégienne Hydrovolt, créée par Hydro et Northvolt, inaugure son usine de recyclage de batteries, capable de traiter 12 000 tonnes de batteries par an, soit environ 25 000 batteries de voitures électriques. Elle affirme pouvoir récupérer 95 % des matériaux utilisés dans ces batteries. Northvolt espère ainsi parvenir en 2030 à produire des batteries composées à 50 % de matériaux recyclés.

### Northvolt Dwa
L'usine de batteries Northvolt Dwa est achevée en mai 2023 et démarre sa production en août 2023 à Gdańsk en Pologne. Sa capacité est de 5 GWh, extensible à 12 GWh.

### Northvolt Drei
Le 29 octobre 2022, Northvolt indique envisager de déplacer son projet d'usine géante d'Allemagne vers les États-Unis, où l'énergie est jusqu'à deux fois moins onéreuse que dans le reste du monde grâce à l'exploitation du gaz de schiste et où les incitations aux implantations d'usines du plan Biden en faveur des énergies décarbonées sont plus attractives que celles de l'Europe.
Le 12 mai 2023, après avoir obtenu une subvention de l’Union Européenne, Northvolt signe avec le gouvernement allemand le contrat pour la construction de sa troisième usine à Heide, près de Hambourg. C'est sa première usine hors de Suède. Elle devrait entamer sa production en 2026, au rythme de 60 GWh de batteries par an, permettant d'équiper environ 1 million de voitures électriques par an.
Le 8 janvier 2024, la Commission européenne autorise une aide d’État allemande de 902 millions €. C'est la première aide d’État autorisée par la Commission « en faveur de projets contribuant à réduire les émissions de CO2 de l’Union européenne ».
Le 25 mars 2024, le chantier de la gigafactory de Heide, au nord de Hambourg, dans le Land de Schleswig-Holstein, est inauguré par le chancelier allemand Olaf Scholz. Ce projet de 4,5 milliards € devrait produire ses premières cellules de batteries en 2026, avant de monter progressivement en cadence jusqu'en 2029.

### Northvolt Fem
Réalisée en partenariat avec Volvo, l'usine de cathodes Northvolt Fem à Borlänge en Suède, devra permettre d'équiper entre 500 000 et un million de véhicules. En juillet 2022, Northvolt lève 1,1 milliard d’euros pour financer entre autres l’usine , qui produira des cathodes pour 100 GWh par an de batteries.

### Northvolt Six
En août 2023, le quotidien La Presse affirme que Northvolt prépare le terrain pour la construction d'une usine qui serait construite sur le site d'une ancienne usine d'explosifs à McMasterville, au sud de Montréal. Selon les informations du journal, l'entreprise aurait récolté 1,6 milliard de dollars canadiens auprès de plusieurs régimes de retraite canadiens pour compléter le montage financier en vue de la construction d'un premier établissement nord-américain. L'usine aurait une capacité de 60 gigawatt-heures, ce qui représente l'équivalent de un million de véhicules électriques. En septembre, le chiffre est rapporté comme près de 3 milliards des gouvernements fédéral canadien et québécois pour un projet de 7 milliards : le plus important investissement privé annoncé au Québec. 